# Xia Zhu
Xia Zhu fou el setè governant de la dinastia Xia. Zhu va prendre el tron l'any de Yiji (己巳) i va viure a Yuan (原). En el cinquè any del seu règim va moure la seva capital de Yuan a Laoqiu. En el vuitè any del seu règim va solcar el mar de la Xina Oriental i va envair Sanshou. En el tretzè any del seu règim un dels seus vassalls Shang, Ming, va morir a He el dissetè any del seu mandat.